# Non tutti i ladri vengono per nuocere
Non tutti i ladri vengono per nuocere è un pezzo di teatro portato sulla scena dall'autore e regista Dario Fo.
Trae spunto dalla scena di un ladro penetrato in una casa signorile per effetti comici e per riflessioni di carattere sociale.

## Trama
Il ladro si muove silenzioso nella casa che vuole svaligiare quando viene interrotto dallo squillo del telefono: è sua moglie, che gli telefona sul posto e che gli fa continuamente delle scenate di gelosia.
L'appartamento appartiene ad un personaggio senza nome, l'uomo. Improvvisamente, quest'ultimo rientra in compagnia dalla sua amante, la donna. Fin dal primo momento è chiaro che i due vivono la loro tresca nel terrore di essere scoperti, dato che entrambi sono sposati. Nel frattempo, il ladro si è nascosto nella pendola per paura di essere visto.
In seguito l'entrata di Anna, padrona di casa e moglie dell'uomo, finisce per causare scompiglio, menzogne e preoccupazione un po' in tutti i personaggi. Come tutti gli altri, anche Anna ha infatti qualcosa da nascondere: è tornata a casa proprio dopo aver avuto a sua volta un incontro segreto con il proprio amante, di nome Antonio.
Verso la fine della commedia, con l'entrata in scena di Antonio, lo spettatore capirà che quest'ultimo non è solo l'amante di Anna, ma anche il marito della donna, quindi dell'amante del padrone di casa. Tutti e quattro si trovano dunque legati tra di loro nel doppio ruolo di coniugi traditi ed amanti infedeli. In questa situazione, i due mariti e le due mogli si trovano faccia a faccia sbugiardati dall'evidenza, ma costretti a fare buon viso a cattivo gioco, tra lo stupore ed il divertimento del ladro.

## Dimensione sociale
Se all'inizio della pièce il ladro potrebbe venire visto come il fuorilegge che sottrae beni agli altri, nei dialoghi si profila la realtà opposta di una borghesia ricca ed amorale (quella dei quattro coniugi-amanti), la quale vive alle spalle dei ceti meno abbienti, spesso costretti all'illegalità. Durante i dialoghi emerge inoltre l'immagine di un'Italia bigotta e conservatrice, la quale non consente neanche il divorzio.